# Clostridium ramosum
Clostridium ramosum is een bacterie. Het is een gram-positieve sporenvormende staaf en een van de meest gekweekte Clostridium-soorten. Deze soort wordt uit materiaal gekweekt dat afkomstig is uit alle delen van het lichaam en wordt bijna even vaak geïsoleerd als Clostridium perfringens.
Clostridium ramosum behoort tot de  anaerobe soorten die het meeste meest resistent zijn voor antimicrobiële middelen. Om meer resistente stammen te remmen is bijvoorbeeld al een zeer grote hoeveelheid penicilline nodig. Veel stammen zijn resistent voor tetracycline en erytromycine.
Omdat deze bacterie vaak als gram-negatieve staven te zien zijn en zelden sporen vormen, kan deze gemakkelijk als Clostridium-soort gemist worden en een gram-negatieve staaf worden genoemd.

## Morfologie en kweek
Clostridium ramosum is vaak te zien als een slanke, lange, gram-negatieve staaf en vormt zelden sporen. Wanneer deze er wel zijn liggen ze terminaal. Ze is onbeweeglijk. Verder groeit ze strikt anaeroob en goed op een bloedagar.

## Biochemische eigenschappen
| Mogelijkheid van Clostridium ramosum om te reageren met stoffen | Mogelijkheid van Clostridium ramosum om te reageren met stoffen |
| --------------------------------------------------------------- | --------------------------------------------------------------- |
| Eskuline                                                        | Ja                                                              |
| Gelatinase                                                      | Nee                                                             |
| Glucose                                                         | Ja                                                              |
| Indol                                                           | Nee                                                             |
| Lactose                                                         | Ja                                                              |
| Lecitinase                                                      | Nee                                                             |
| Lipase                                                          | Nee                                                             |
| Maltose                                                         | Ja                                                              |
| Nitraatreductie                                                 | Nee                                                             |